# Indigofera obscura
Indigofera obscura är en ärtväxtart som beskrevs av Nicholas Edward Brown. Indigofera obscura ingår i släktet indigosläktet, och familjen ärtväxter. Inga underarter finns listade i Catalogue of Life.